# Metopocoilus corumbaensis
Metopocoilus corumbaensis är en skalbaggsart som beskrevs av Lane 1956. Metopocoilus corumbaensis ingår i släktet Metopocoilus och familjen långhorningar. Inga underarter finns listade i Catalogue of Life.